# Leonid Berlyand
Leonid Berlyand est un mathématicien ukrainien soviétique et américain. Il est connu pour ses travaux sur l'homogénéisation et la théorie de Ginzburg-Landau.

## Formation et carrière
Berlyand est né à Kharkiv le 20 septembre 1957. Son père, Viktor Berlyand, était ingénieur en mécanique et sa mère, Mayya Genkina, une ingénieure en électronique. Après avoir obtenu son diplôme en 1979 du département de mathématiques et de mécanique de l'université nationale de Kharkiv, il a commencé ses études de doctorat dans la même université et a obtenu un doctorat en 1984 sous la direction d'Evhen Yakovitch Khrouslov (uk). Sa thèse de doctorat porte sur l'homogénéisation des problèmes d'élasticité. Il a travaillé à l'institut Sémionov de physico-chimie (en) à Moscou. En 1991, il a déménagé aux États-Unis et a commencé à travailler à l'université d'État de Pennsylvanie, où il est professeur titulaire depuis 2003. Il a occupé des postes de visiteur à l'université de Princeton, au California Institute of Technology, à l'université de Chicago, à l'Institut Max-Planck de mathématique dans les sciences, à Argonne et au Laboratoire national de Los Alamos. Ses recherches ont été soutenues par la National Science Foundation (NSF), le National Institutes of Health (NIH) / National Institute of General Medical Sciences (en) (NIGMS), le Programme de mathématiques appliquées de l'Office of Sciences du Département de l'Énergie des États-Unis (DOE), le Bi-National Science Foundation USA-Israel (BSF) et la Section OTAN de la science au service de la paix et de la sécurité. Berlyand est l'auteur d'environ 100 ouvrages sur la théorie de l'homogénéisation et les équations aux dérivées partielles (PDE) / problèmes variationnels en biologie et en science des matériaux. Il a organisé un certain nombre de conférences professionnelles et est codirecteur du Center for Mathematics of Living and Mimetic Matter de l'université de État de Pennsylvanie. Il a supervisé 17 étudiants diplômés et dix stagiaires postdoctoraux,.

## Travaux
S'appuyant sur des travaux fondamentaux de la théorie classique de l'homogénéisation, Berlyand a fait progresser les méthodes d'homogénéisation dans de nombreuses applications polyvalentes. Il a obtenu des résultats mathématiques applicables à divers domaines scientifiques, notamment la biologie, la mécanique des fluides, la supraconductivité, l'élasticité et la science des matériaux. Sa modélisation mathématique explique un résultat expérimental frappant dans la nage collective des bactéries. Son approche d'homogénéisation des problèmes multi-échelles a été transformée en un outil de calcul pratique en introduisant un concept d'homogénéisation polyharmonique qui a conduit à un nouveau type d'éléments finis multi-échelles. Avec H. Owhadi, il a introduit un concept de modélisation de « transfert d'approximation », basé sur la similitude du comportement asymptotique des erreurs des solutions de Galerkine pour deux équations aux dérivées partielles  elliptiques,. Il a également contribué aux aspects mathématiques de la théorie de Ginzburg-Landau de la supraconductivité / superfluidité en introduisant une nouvelle classe de problèmes aux limites semi-rigides. 

## Prix et distinctions
En 2004, il reçoit le Prix C.I. Noll d'excellence en enseignement décerné par l'université d'État de Pennsylvanie. 
Il est professeur honoraire de l'université d'État de Moscou « pour son importante contribution aux mathématiques appliquées et à la physique mathématique » (2017),.
Il est membre de la Society for Industrial and Applied Mathematics (depuis 1993) et de la Society for Mathematical Biology (en) (depuis 2012)

## Responsabilités éditoriales
Berlyand est rédacteur en chef de Networks and Heterogeneous Media (en), rédacteur associé du SIAM / ASA Journal on Uncertainty Quantification (2013-2016), membre du comité de rédaction de l'International Journal for Multiscale Computational Engineering (en).

## Livres
- L. Berlyand, A. Kolpakov et A. Novikov, Introduction to Network Approximation for Materials Modeling, Cambridge University Press, 2012, xiv+243 p. (ISBN 9781139235952, DOI 10.1017/CBO9781139235952)
- L. Berlyand et V. Rybalko, Getting Acquainted with Homogenization and Multiscale, Springer, coll. « Compact Textbooks in Mathematics », 29 novembre 2018, xviii+178 p. (ISBN 978-3-030-01776-7 et 978-3-030-01777-4, DOI 10.1007/978-3-030-01777-4)

## Sélection de publications
- L. Berlyand, M. Potomkin et V. Rybalko, « Phase-Field Model of Cell Motility: Travelling Waves and Sharp Interface Limit », C. R. Acad. Sci. Paris, vol. 354, no 10,‎ 2016, p. 986-992 (DOI 10.1016/j.crma.2016.09.001 , lire en ligne)
- S. D. Ryan, V. Mityushev, V. M. Vinokur et L. Berlyand, « Rayleigh Approximation for ground states of the Bose and Coulomb glasses », Scientific Reports, Nature Publishing Group, vol. 5,‎ 16 janvier 2015, article no 7821 (DOI 10.1038/srep07821 , lire en ligne)
- M. Tournus, A. Kirshtein, L. Berlyand et I. Aranson, « Flexibility of bacterial flagella in external shear results in complex swimming trajectories », Interface, Royal Society, vol. 12, no 102,‎ 2014 (DOI 10.1098/rsif.2014.0904, lire en ligne)
- O. Iaroshenko, V. Rybalko, V. M. Vinokur et L. Berlyand, « Vortex phase separation in mesoscopic superconductors », Scientific Reports, Nature Publishing Group, vol. 3,‎ 2013 (DOI 10.1038/srep01758, lire en ligne)
- B.M. Haines, I. S. Aranson, L. Berlyand et D. A. Karpeev, « Effective viscosity of bacterial suspensions: A three-dimensional PDE model with stochastic torque », Comm. Pure Appl. Anal., vol. 11, no 1,‎ 2012, p. 19-46 (DOI 10.3934/cpaa.2012.11.19, lire en ligne)
- L. Berlyand et H. Owhadi, « Flux norm approach to finite dimensional homogenization approximations with non-separated scales and high contrast », Arch. Rat. Mech. Anal., vol. 198, no 2,‎ 2010, p. 677-721 (DOI 10.1007/s00205-010-0302-1, lire en ligne)
- L. Berlyand et V. Rybalko, « Solutions with Vortices of a Semi-Stiff Boundary Value Problem for the Ginzburg-Landau Equation », J. European Math. Society, vol. 12, no 6,‎ 2009, p. 1497-1531 (DOI 10.4171/JEMS/239, lire en ligne)
- L. Berlyand, Y. Gorb et A. Novikov, « Fictitious Fluid Approach and Anomalous Blow-up of the Dissipation Rate in a 2D Model of Concentrated Suspensions », Arch. Rat. Mech. Anal., vol. 193, no 3,‎ 2009, p. 585-622 (DOI 10.1007 / s00205-008-0152-2, lire en ligne)
- B. Haines, I. Aronson, L. Berlyand et D. Karpeev, « Effective Viscosity of Dilute Bacterial Suspensions: A Two-Dimensional Model », Physical Biology, vol. 5, no 4,‎ 2008, article no 046003 (DOI 10.1088/1478-3975/5/4/046003, lire en ligne)
- L. Berlyand et P. Mironescu, « Ginzburg-Landau minimizers with prescribed degrees. Capacity of the domain and emergence of vortices », Journal of Functional Analysis, vol. 239, no 1,‎ 2006, p. 76-99 (DOI 10.1016/j.jfa.2006.03.006, lire en ligne)
- L. Berlyand et A. Kolpakov, « Network Approximation in the Limit of Small Interparticle Distance of the Effective Properties of a High-Contrast Random Dispersed Composite », Archive for Rational Mechanics and Analysis, vol. 159,‎ 2001, p. 179-227 (DOI 10.1007/s002050100142, lire en ligne)
- L. Berlyand et J. Wehr, « Non-Gaussian Limiting Behavior of the Percolation Threshold in a Large System », Communications in Mathematical Physics, vol. 185,‎ avril 1997, p. 73-92 (DOI 10.1007/s002200050082)
- L. Berlyand et J. Xin, « Large Time Asymptotics of Solutions to a Model Combustion System with Critical Nonlinearity », Nonlinearity, vol. 8,‎ 1995, p. 161-178 (DOI 10.1088/0951-7715/8/2/003, lire en ligne)
- L. Berlyand et S. M. Kozlov, « Asymptotics of the Homogenized Moduli for the Elastic Chess-Board Composite », Archive for Rational Mechanics and Analysis, vol. 118,‎ 1992, p. 95-112 (DOI 10.1007/BF00375091)